# Microrégion de Picos

Localisation de la microrégion de Picos

La microrégion de Picos est l'une des trois microrégions qui subdivisent le sud-est de l'État du Piauí au Brésil.
Elle comporte 20 municipalités qui regroupaient 196 562 habitants en 2006 pour une superficie totale de 10 338 km².

## Municipalités[1]
- Aroeiras do Itaim
- Bocaina
- Cajazeiras do Piauí
- Colônia do Piauí
- Dom Expedito Lopes
- Geminiano
- Ipiranga do Piauí
- Oeiras
- Paquetá
- Picos
- Santa Cruz do Piauí
- Santa Rosa do Piauí
- Santana do Piauí
- São João da Canabrava
- São João da Varjota
- São José do Piauí
- São Luis do Piauí
- Sussuapara
- Tanque do Piauí
- Wall Ferraz